# レフ・シチェルバ
レフ・ウラジーミロヴィチ・シチェルバ（ロシア語: Лев Влади́мирович Ще́рба、英語: Lev Vladimirovich Shcherba、1880年3月3日（ユリウス暦2月20日） - 1944年12月26日）は、旧ロシア、ソビエト連邦の言語学者。言語学における音韻論のペテルブルク（レニングラード）学派の主要人物。ソビエト言語学の基礎を築いた。

## 生涯
イグメン（現ベラルーシ・ミンスク州チェルヴェニ）で生まれた。キエフ大学を経てサンクトペテルブルク大学に入学し、ボードゥアン・ド・クルトネの下で学んだ。1903年に大学を卒業した後、欧州各地を旅行した。1907年から1908年にかけて、パリでジャン＝ピエール・ルスロについて実験音声学を学ぶ。
帰国後サンクトペテルブルク大学内に実験音声学研究所を設立した。1916年から1941年までレニングラード大学の教授を務めた。

## 研究内容・業績
シチェルバは、言語活動を談話と理解の諸過程の総体とみなした。話し言葉にとっては、対話がもっとも自然な形式であり、独り言はそうではない著しく人為的な形式であると考えた。この発想がヴィゴツキーらによる思考と言語の相関研究の重要な起点の一つとなった。ロシア語の学術語辞典や露仏辞典の中で語彙の諸問題を研究し、さらに、学術語文典書の作成の過程で、シンタグマや品詞の理論を展開した。

## 論文
- 「質および量の点からみたロシア語の母音」(«Русские гласные в качественном и количественном отношении»)、1912年
- 「フランス語音声論」(«Фонетика французского языка»)、1937年

## 著作
- 『シチェルバ音声学言語学選集』(Избранные работы по языкознанию и фонетике)、1958年